# Future's Gone Tomorrow/Life Is Here Today
Future's Gone Tomorrow / Life Is Here Today è il quarto album in studio del cantante svedese Bosson, pubblicato nel 2007.

## Tracce
1. Simple Man Wishing – 3:39
2. Believe in Love – 3:25
3. You – 3:55
4. What If I – 4:10
5. I Can Feel Love – 3:07
6. Walking – 4:10
7. Rain in December – 4:17
8. Love This Life – 4:31
9. Thinking About You – 4:21
10. Sin-Cinderella – 4:38
11. Summer with You – 3:51
12. What a Day – 3:34
13. Live Forever – 3:09
14. You (Soft Version) – 3:54